# 沼間伝内
沼間 伝内（ぬま でんない/ぬま の でんない、? - 天正4年7月13日〈1576年8月7日）は、安土桃山時代の武将。和泉綾井城主・沼間任世の一族。名字は「沼」とも書かれ、『信長公記』には「沼野伝内」と記されている。

## 略歴
伝内は沼間伊賀守の子と推定されている。伊賀守は沼間任世の従兄弟で、任世の娘を妻とした。「泉邦四県石高寺社旧跡幷地侍伝」によると、伊賀守の本知は木積馬場村だという。
沼間氏は織田信長に従っており、天正4年（1576年）4月に始まる大坂本願寺攻めに従事していた。同年5月、伝内は真鍋貞友と共に住吉浜手の砦に置かれて海上警固に当たっており、6月には、信長から油断しないよう告げられている。
同年7月13日、本願寺を支援する毛利水軍と織田方の船隊が木津川口で衝突した（第一次木津川口の戦い）。織田方の船は毛利方の焙烙火矢で焼き崩され、伝内は真鍋貞友や沼間義清（任世の子）、父・伊賀守らと共に討死した。
なお、伝内との関係は不明だが、伊賀守の子孫は根来一揆の際に功を挙げ、小出家に代々仕えたとされている。